# Полоцкая низменность
Полоцкая низменность — низменность на севере Беларуси, занимает значительную часть Витебской области, заходит на территорию Литвы и Латвии. Юго-западная её часть вдоль реки Дисны называется Дисненская низменность. Протяжённость с юго-запада на северо-восток — до 200 км, с севера на юг — от 40 до 80 км. Высота — 130—140 м, в краевых частях до 160 м.
Для западной части характерен плосковолнистый и пологоволнистый рельеф с остатками моренной равнины, камовыми и моренными холмами, озами. Восточная часть отличается плосковолнистой и плоской поверхностью с дюнами, эоловыми грядами, котловинами.
Низменность образовалась на месте приледникового водоёма (т.н. Полоцкого озера), который существовал во время отступления последнего ледника поозёрского оледенения (18—20 тыс. лет назад) и имел сток в бассейн Днепра. На дне водоёма наращивались озёрно-ледниковые отложения — пески, галька, ленточные глины. После того, как Западная Двина прорвала Балтийскую гряду (на территории Латвии), огромный водоём был спущен в Балтийское море.
Крупные реки: Западная Двина с притоками Ужица, Росица, Свольна, Дрисса, Полота, Оболь (справа), Дисна (слева). Крупнейшие озёра: Богинское, Ельно.
Лесистость — 34 % (преобладают сосновые и елово-сосновые леса). В междуречье Дриссы и Полоты, на южной окраине озера Лисна, боры чередуются с верховыми болотами, поросшими низкорослой сосной, ельником, березняком, зарослями ольхи. Дубравы сохранились на правом берегу реки Дисны, в верховьях речек Мостовины и Берёзовки. Крупнейшие массивы верховых болот — Ельня, Оболь-2, Стречно, низинных — Добеевский Мох, Сосница-Дрожбитка, Судина. Широко распространены луга.